# James de Kerjégu
Pour les autres membres de la famille, voir Famille Monjaret de Kergégu.
James de Kerjégu, né au manoir de Trévarez, à Saint-Goazec (Finistère) le 27 février 1846 et mort à Paris le 23 décembre 1908, est un homme politique et diplomate français. 
Président du conseil général du Finistère de 1895 à 1908, il est connu pour avoir fait construire le château de Trévarez et l'hôtel de préfecture du Finistère.

## Biographie

### Famille
James Marie Antoine Monjaret de Kerjégu naît à Saint-Goazec, dans le département du Finistère, le 27 février 1846.
La famille Monjaret de Kergégu est une ancienne famille de la bourgeoisie bretonne, dont plusieurs membres siégèrent aux États de Bretagne. Elle a compté de nombreux hommes politiques, dont son père, François Marie de Kerjégu, deux oncles, Louis Monjaret de Kerjégu et l'amiral Jules de Monjaret de Kerjégu, et son grand-père, François Félix Monjaret de Kerjégu. Ses parents, venus de Moncontour (Côtes-d'Armor) viennent s'établir au château de Trévarez, en Saint-Goazec sur une propriété agricole de 2 000 hectares. Avec Louis de Kerjégu, ils y créent une ferme-école.
James Monjarret de Kergégu épousa Fanny-Laure von Haber, fille d'un riche banquier, le baron Samuel de Haber, petite-fille du baron Salomon von Haber et veuve du comte Octave de Béhague. Ils eurent une fille, mariée au marquis Henri de La Ferronnays.

### Vie publique

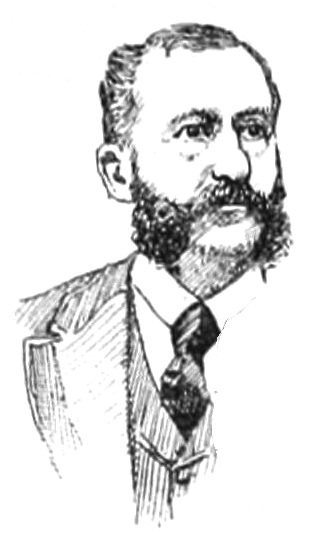
Portrait de James de Kerjégu.

En 1867, James de Kerjégu entame une carrière diplomatique qui l'amènera à être en poste dans les légations de Buenos Aires, Asuncion et Vienne en 1869.
En 1870, il demande à rentrer en France et participe au siège de Paris contre la Commune de Paris comme lieutenant des gardes mobiles bretons (Gardes mobiles bretons qui œuvrèrent dans la répression de la commune notamment lors du Soulèvement du 22 janvier 1871 à l'Hôtel de ville de Paris où Louise Michel prendra pour la première fois les armes et fera le coup de feu contre les mobiles bretons. Commune de Paris dont l'épisode final sera La Semaine sanglante du 22 au 28 mai 1871).
De retour dans la diplomatie, il est attaché à la Direction politique, puis affecté, à Nancy et à Verdun, comme secrétaire de la Mission française auprès du quartier général de l'armée allemande qui traite de l'occupation de l'Alsace-Lorraine. Il entre ensuite au cabinet du ministre des Affaires étrangères, le duc Louis Decazes.  En 1875, il est nommé chargé d'affaires auprès du gouvernement serbe à Belgrade, puis secrétaire d'ambassade à Saint-Pétersbourg et enfin à Berne.
En 1879, il demande à être mis en disponibilité et se retire sur ses terres de Trévarez pour diriger son exploitation agricole, dont une partie devient, sous son impulsion, l'École d'agriculture du Finistère. Il devient membre du Conseil supérieur des Haras.
En 1882, à la mort de son père François Marie de Kerjégu, il lui succède comme conseiller général du canton de Scaër. En 1884, il fonde un journal local pour soutenir ses idées, L'Union agricole du Finistère. À partir de 1893, il en confie la direction à Louis Beaufrère.
En 1889, il est élu député de Quimperlé comme candidat républicain rallié (il était à l'origine monarchiste) et est réélu sans concurrent en 1893, 1898 et 1906. En 1902, son seul concurrent n'obtint que 35 voix.
En 1895, il devient président du conseil général du Finistère, comme l'avait été son père de 1876 à 1880.
Il meurt en 1908 au cours de ses mandats de député et de conseiller général.

### Idées politiques
Après avoir été lié aux gouvernements royalistes du début de la Troisième République, il se rallie à la forme républicaine à rebours de sa famille, très monarchiste. Il est un humaniste épris de progrès, mais dans l'ordre. Il se fait le défenseur des marins et des agriculteurs et appuie fortement l'action de Jules Méline. Il approuve aussi les lois de protection sociale. Il bataille cependant contre l'impôt sur le revenu. Il est clairement dans le camp catholique  et conservateur et ne vote pas les lois visant à limiter l'influence de l'Église catholique romaine (loi obligeant les congrégations à se faire enregistrer en 1903 et loi sur la séparation de l'Église et de l'État (1905).

### Le bâtisseur
En 1893, James de Kerjégu fait appel à l'architecte Walter-André Destailleur pour reconstruire le château de son domaine de Trévarez. Il demande que ce qui fut l'un des tout derniers châteaux construits en France soit doté de tout le confort moderne disponible, eau chaude, chauffage central et ascenseur, y compris pour les locaux réservés aux domestiques.
Les meubles sont à la dernière mode en style Art nouveau. L'ensemble des constructions, le parc et les jardins ont été classés monuments historiques.
Président du conseil général, il fait construire l'actuel hôtel de préfecture du Finistère, à Quimper, en style néo-Renaissance.

## Décorations
- Chevalier de la Légion d'honneur (6 décembre 1876)

## Sources
- Jean Pascal, Les députés bretons de 1789 à 1983, PUF, 1983.  (ISBN 213038265-7)
- « James de Kerjégu », dans le Dictionnaire des parlementaires français (1889-1940), sous la direction de Jean Jolly, PUF, 1960 [détail de l’édition]
- Lucien Raoul, Un siècle de journalisme breton, Guivinec, Le Signor, 1981, p. p. 691-692.
- Henri de La Messelière, Filiations Bretonnes, éd. Prudhomme, Saint-Brieuc, 1922, T-4, p. 74-76.